# إسماعيل محمد (لاعب كرة قدم بحريني)
إسماعيل محمد (6 فبراير 1988) لاعب كرة قدم بحريني يلعب حاليا لصالح نادي الدرجة الأولى الرفاع البحريني في مركز الجناح الأيمن من 2006 كما يجيد اللعب في مركزي الوسط الأيمن والمهاجم.

## الإنجازات

### الرفاع
- الدوري البحريني الممتاز (2): 2012، 2014
- كأس الاتحاد البحريني (1): 2014